# NKT Arena Karlskrona
NKT Arena Karlskrona (tidigare Arena Rosenholm, Vodafone Arena Rosenholm, Telenor Arena Karlskrona och ABB Arena Karlskrona,) är en multiarena i Rosenholm strax utanför centrala Karlskrona. 

## Historik
NKT Arena invigdes under namnet Vodafone Arena Rosenholm den 28 oktober 2005. I samband med att Telenor köpte Vodafone Sverige år 2005 gjordes ett namnbyte på den svenska verksamheten från Vodafone till Telenor, vilket även inkluderade namnet på arenan. Arenan har olika anläggningar i både inomhus- och utomhusmiljöer. Bland evenemang som har hållits i Telenor Arena Karlskrona kan nämnas svenska mästerskapen i konståkning 2005 och VM-kval i handboll. Deltävling 3 i Melodifestivalen 2006, deltävling 4 i Melodifestivalen 2008 samt deltävling 1 i Melodifestivalen 2013 har också hållits här.
Den 1 juli 2014 meddelades att Telenor sade upp sponsoravtalet med Karlskrona kommun. Den 1 januari 2015 bytte Telenor Arena namn till Arena Karlskrona. Den 25 augusti 2015 meddelades på en presskonferens att arenan under en fem år lång period skulle heta ABB Arena Karlskrona. Detta eftersom ABB gått in som arenasponsor, med ett avtal som gav arenan en miljon kronor om året. 
Under åren 2015–2016 byggdes ABB Arena Karlskrona om för att uppfylla de krav som ställdes för att hemmalaget Karlskrona HK skulle kunna spela sina SHL-matcher där. Ombyggnaden resulterade i en ny entré och gav arenan en samlad publikkapacitet på omkring 5 000 platser.

## A-hallen
Is- och evenemangshallen har 3 550 sittplatser och 1 500 ståplatser. Hemmaarena för Karlskrona HK.

## B-hallen
B-hallen används för hockey, curling och konståkning. 

## Övriga hallar
I tennishallen finns 5 tennisbanor och en centercourt med läktare för 250 personer.
Badmintonhallen har 12 banor med internationell takhöjd.
Gymnastikhallen byggdes 2020 ut med tre nya hallar och består nu av två specialhallar( A-hall och B-hall) för gymnastik, cheerleading och parkour, danssal med mjuk matta, spegelsal, gym samt konferensrum. Totalt 5 hallar. Specialhallarna är utrustade med fasttrack, fasta trampoliner, skumgropar och höj/sänk-bara gropar. A-hallen har dessutom två fasta avdelningar för parkour. I övrigt är anläggningen komplett utrustad med trampetter, airtrack, plintar, klossar...
Rosenholmshallen används för bland annat handbollsträning.

## Utomhus
7 tennisbanor finns utomhus. Konstgräsplanen är Blekinges första och har måtten 105 x 65 m. 